# Rue du Paon-Saint-Victor
Pour les articles homonymes, voir Rue du Paon.
La rue du Paon-Saint-Victor ou plus simplement rue du Paon est une ancienne rue de Paris, aujourd'hui disparue, qui était située dans l'ancien 12e arrondissement de Paris.

## Origine du nom
La rue doit son nom à une enseigne.

## Situation
Cette rue, qui commençait rue Traversière et finissait rue Saint-Victor, était située dans l'ancien 12e arrondissement de Paris.
Les numéros de la rue étaient noirs. Le dernier numéro impair était le no 19 et le dernier numéro pair était le no 8.

## Historique
Son plus ancien nom était « rue Alexandre Langlais » qu'elle tenait d'un particulier de ce nom. Elle est citée dans Le Dit des rues de Paris de Guillot de Paris sous la forme « rue Alexandre Lenglais ».
Au début du XVIe siècle, elle prend le nom de « rue du Paon-Saint-Victor », en raison d'une enseigne de la rue.
La rue disparait en 1866 sous la pioche des démolisseurs.